# 程ヶ谷カントリー倶楽部
程ヶ谷カントリー倶楽部（ほどがやカントリーくらぶ）は、神奈川県横浜市旭区上川井町に広がるゴルフ場である。

## 歴史

### 程ヶ谷にゴルフ場開場
程ヶ谷カントリー倶楽部は、1921年（大正10年）5月30日、「程ヶ谷ゴルフ株式会社」を設立。ゴルフ場用地は、神奈川県横浜市郊外の保土ケ谷区常盤台（現、横浜国立大学キャンパス内)で、3万坪のまとまった土地を買収し、借地5万7千坪で計画された。程ヶ谷ゴルフ株式会社が、ゴルフ場の施設を造り、程ヶ谷カントリー倶楽部に無償で貸与した。1922年（大正11年）2月24日、「程ヶ谷カントリー倶楽部」を創立、コース設計は、米国のスコーキーGCのプロ・W・フォバーグに依頼、同年10月15日、9ホールが開場した。「東京ゴルフ倶楽部駒沢コース」開場8年後のことである。その翌年、1923年（大正12年）4月22日、9ホールが増設され、18ホール、6,109ヤード、パー69のコースが開場した。

### 関東大震災と太平洋戦争
開場間もない、1923年（大正12年）9月1日、関東大震災が発生、復旧のため、1924年（大正13年）1月から4月の間、ゴルフ場を閉鎖した。
1927年（昭和2年）5月28日（予選）29日（決勝）の日程で、第1回 日本オープンゴルフ選手権競技大会が開催され、赤星六郎が優勝した。1935年（昭和10年）、赤星四郎の設計により18ホール、6,500ヤード、パー72に改造された。その後、1941年（昭和16年）7月12日、原因不明の出火によりクラブハウスが全焼した。同年12月8日、太平洋戦争に突入していたが、翌年の1942年（昭和17年）3月、工事費約2万6千円、渡辺仁の設計により新たなクラブハウス（延べ面積208坪）が竣工した。

### 戦争によりコース閉鎖
戦争が始まり、他のゴルフ倶楽部は、軍による強制徴用を受けていた。1941年（昭和16年）4月、「東京ゴルフ倶楽部朝霞コース」は陸軍戦車隊用地として、「武蔵野カンツリー倶楽部六実コース」と「武蔵野カンツリー倶楽部藤ヶ谷コース」は陸軍飛行隊に、1942年（昭和17年）には「川奈ホテルゴルフコース」、「那須ゴルフ倶楽部」も戦傷者の療養施設として徴用された。程ヶ谷カントリー倶楽部は徴用はされなかったが、最も近い「藤沢カントリー倶楽部（神奈川県、1931年-1943年、C・H・アリソン、赤星四郎）」が海軍に徴用された。程ヶ谷カントリー倶楽部では、1941年（昭和16年）から、農作部を設け、馬鈴薯や野菜などを栽培した。接収された朝霞コース、六実コース、藤ヶ谷コース、藤沢カントリー倶楽部などのコースは、戦後、復興することはなかった。1944年（昭和19年）2月、インコースが閉鎖され、海軍の飛行場のために供出された。1945年（昭和20年）に入ると、戦局は悪化し、コースの維持が不可能となり、同年4月15日、コースを閉鎖することになった。

### 米第8軍に接収される
東京では、1945年（昭和20年）3月9日以来、B29の爆撃を受け、4月15日の夜、約200機のB29爆撃機と空母からの延べ数百機の爆撃機による大空襲を受け、東京は焼け野原となった。国防上事態は深刻であると、海軍の指示で三菱重工横浜ドックから、機材や資材の置場と諸施設の借受の要請を受けた。この年、横浜ドックの使役していた米豪の捕虜200人が、食料増産の農耕に従事していた。また、1番、4番、5番、7番ホールの斜面を利用して、地下家屋が朝鮮人労働者によって構築された。1945年（昭和20年）8月15日、終戦となり、翌月の9月20日、神奈川県渉外事務局からクラブハウスの明け渡しの指令があった。その1週間後、米軍軍隊が野砲4門を18番グリーン付近に据え付け、同年暮れ、米第8軍の将校倶楽部として接収された。クラブハウスは模様替えされ、ダンスホールやステージが造られ、米軍将校の家族が連日饗宴していた。

### 終戦でもコース使えず
コースの復旧が進められ、1946年（昭和21年）5月、アウトコース9ホールを開場、同年11月、インコース9ホールを開場した。コース整備は、調達庁が安達建設に行わせたが、良い芝が手に入らず、富士山麓や秋田県から野芝を取り寄せた。倶楽部は米第8軍に接収されていたが、従業員や復員した浅見緑蔵、中村寅吉、島田二郎、山口三郎らのプロも米第8軍に雇用された。コースの所有者だが、コースでプレーするのは米軍関係者だけである。1946年（昭和21年）9月、キャプテンと倶楽部役員が連名で、日本人にもコースを使わせて欲しいと要請したが、要請は米第8軍に黙殺され、実現したのは5年後の1951年（昭和26年）になってからであった。米第8軍の接収中の1950年（昭和25年）2月、米軍の失火により、クラブハウスが全焼した。

### 復旧費用にと会員募集
講和条約の準備が進み、1951年（昭和26年）末頃、土日曜を除き一日20名限定で日本人会員のプレーが許されるようになった。しかし、クラブハウスは焼失したので、馬小屋のような更衣室をクラブハウスとして利用した。良かったことは、300円程でビフテキが食べられた、米軍が無税でクラブやボールを輸入しているので、米軍従業員に頼んで安く譲ってもらうことが出来た。1952年（昭和27年）4月1日、6か月間、コースを賃貸する契約を締結したが、契約はさらに6か月間延長され、1953年（昭和28年）3月末まで、日米共同使用が継続された。また、新クラブハウスの建設費、コースの諸設備の改修など多額の費用が必要なため、新たな会員を募集することにした。1951年（昭和26年）時の会員数は494名で、1952年（昭和27年）春の調査で残留会員は350名、最終会員数を850名と決定し、新会員を500名前後募集することにした。

### 新クラブハウスの建設
米第8軍占有時のコースは、相当荒れていた、将校だけでなくGI（一般兵卒）もプレーし、ゴルフを初めてプレーする連中が多く、コースは酷使され、整備も行われていなかった。コース内の樹木も減り、池も埋められていた。1952年（昭和27年）10月、クラブハウスが着工された、設計は会員の渡辺仁と高木秀寛の共同設計、施工は、鹿島建設が行った。1953年（昭和28年）3月15日、新しいクラブハウスが完成した、1階は鉄筋コンクリー造で、2階は木造の総建坪322坪、建築費は総額3千万円だった。開場式を行い、任意団体であった程ヶ谷カントリー倶楽部は改組して社団法人となった。1954年（昭和29年）から2年かけ、コース整備が行われ、野芝のフェアウエイを高麗芝で約3万5千坪を張り替えた。

### 創立の功労者を表彰
1957年（昭和32年）7月14日、程ヶ谷カントリー倶楽部の創立の功労者、井上準之助、森村市左衛門の功績を永く称えるため、クラブハウスのラウンジの壁にレリーフの胸像を飾り、除幕式が行われた。同年11月3日、「霞ヶ関カンツリー倶楽部」東コースで行われたカナダ・カップ（現・ワールドカップ）で、個人優勝と団体優勝をもたらした中村寅吉（個人優勝）と小野光一の快挙を祝して、クラブハウスで盛大な優勝祝賀会が開催された。中村寅吉は、1929年（昭和4年）、程ヶ谷カントリー倶楽部のキャディーとなり、1934年（昭和9年）にプロとなった。小野光一は、1938年（昭和13年）に満州より来日、程ヶ谷カントリー倶楽部にアシスタントプロとして入社、1940年（昭和15年）にプロとなった。

### 新コース移転先決まる
1958年（昭和33年）3月、程ヶ谷カントリー倶楽部の移転説が伝えられ始めた、きっかけは、明治屋・磯野計蔵が会報で「移転のこと」の記事による。ゴルフ場の周囲は、民家、学校、アパートなどに囲まれてしまっていた。コースの買い手は、第一生命、京浜電鉄、大和ハウスなど多くあったが、第一生命、日本住宅公団、最後に横浜国立大学の統合委員会に決まった。1964年（昭和39年）8月14日、臨時総会で移転を決議、移転先は、横浜市戸塚区瀬谷町（現・瀬谷区）周辺の農地・山林（後に旭区上川井町）で、米海軍上瀬谷通信隊基地のため各種の厳しい規制を受けている土地である。コース用地18万坪のうち5万７千坪を所有の「程ヶ谷林園株式会社」の用地に決まった。この用地は、横浜市渉外部の斡旋で、1964年（昭和39年）頃から三井不動産が買収に取り掛かり、約66万平方メートルの土地買収が成立した。1966年（昭和41年）12月、コース設計は赤星四郎、クラブハウスの設計は渡辺仁と高木秀寛、造成工事は鹿島建設に依頼、1967年（昭和42年）12月10日、程ヶ谷カントリー倶楽部の新コースが開場し、開場記念競技会が開かれた。
程ヶ谷カントリー倶楽部は、2008年（平成20年）12月1日に施行された、公益法人改革関連3法で「公益社団法人」に移行するか、税制面を含め株式会社と同じ「一般社団法人」になるか迫られた。程ヶ谷カントリー倶楽部では、2009年（平成21年）12月24日、公益社団法人に移行することを内閣府に申請、2010年（平成22年）1月15日、内閣府から「公益社団法人程ヶ谷基金」として認定を受け、旧社団法人は解散した。

## 所在地
〒241-0802 神奈川県横浜市旭区上川井町1324番地 

## コース情報
- 開場日 - 1922年10月15日
- 設計者 - 赤星 四郎
- コースタイプ - 丘陵コース
- コース - 18ホールズ、パー72、6,797ヤード、コースレート72.6
- グリーン - 2グリーン、ベント（ペンクロス）
- プレースタイル - 歩いてのラウンド、1組4人が原則（状況によりスリーサム可）、全組キャディ付き
- 練習場 - 25打席 230ヤード
- 休場日 - 毎週月曜日（祝日の場合は翌日）、12月31日、1月1日[5]

## ギャラリー
- コース - 「程ヶ谷カントリー倶楽部」、コース

## 交通アクセス
鉄道
- 相模鉄道（本線） - 三ツ境駅よりクラブバス利用
- 東急田園都市線 - 長津田駅よりクラブバス利用（日曜日・祝日のみ）

道路
- 東名高速道路 - 横浜町田ICより 3km 約6分
- 第三京浜・横浜新道・横浜横須賀道路 - 下川井ICより ㎞ 約分 [6]

## メジャー選手権
- 1927年（昭和2年） - 第1回 日本オープンゴルフ選手権競技大会[7]
- 1931年（昭和6年） - 第5回 日本オープンゴルフ選手権競技大会[7]
- 1941年（昭和16年） - 第14回 日本オープンゴルフ選手権競技大会[7]
- 1957年（昭和32年） - 第25回 日本プロゴルフ選手権大会[8]

## エピソード
- 1921年（大正10年）、ゴルフ場用地の選定委員の浅野良三は、横浜市郊外の保土ケ谷区常盤台にまとまった土地を探し当てた。同年5月30日、資本金15万円で「程ヶ谷ゴルフ株式会社（1943年（昭和18年）、程ヶ谷林園に改称）」を設立した[9]。
- 程ヶ谷ゴルフ株式会社が設立され、用地3万坪を買収し、5万7千坪の借地を確保し、建設に向けスタートした。株式会社がゴルフ場の施設を建設し、倶楽部に無償で貸与する方法をとったが、これは程ヶ谷が初めてで、現在はこれがセオリーになっている[9]。
- 1926年（大正15年）9月、第19回 日本アマチュアゴルフ選手権競技が開催され、赤星四郎と赤星六郎の兄弟でプレーオフを行い、赤星四郎が優勝した。第1回は、1907年（明治40年）、六甲の神戸ゴルフ倶楽部で開催された[9]。
- 1941年（昭和16年）12月8日、太平洋戦争が勃発し、農作部を作り、コース内の一部を開墾、プレーの後に農作業する規則を作った。1942年（昭和17年）7月、陸軍照空部隊が駐屯。1945年（昭和20年）4月9日、ゴルフ場を閉鎖した[9]。
- 1945年（昭和20年）8月15日、終戦、空襲は免れたが、同年9月20日、米軍が接収し、18番グリーンには野砲8門が据え付けられた。コースは、米軍が復旧し、クラブハウスは第8軍将校クラブとなった。接収解除は、1953年（昭和28年）4月だった[9]。
- 1955年（昭和30年）代に、コースを横断していた道路が、ワンマン道路と接続され拡幅されたため、11番ホールから14番ホールが離れ小島となった。1967年（昭和42年）12月10日、横浜市上川井町（現在地）に移転した[9]。

## 関連文献
- 『程ケ谷二十年』、横浜 程ケ谷カントリー倶楽部、昭和17、2020年7月29日閲覧
- 『程ケ谷50年』、程ケ谷カントリー倶楽部50年史編集委員会編著、横浜 程ケ谷カントリー倶楽部、1972年6月、2020年7月29日閲覧
- 『保土ケ谷いまむかし 写真集』、「名門・程ヶ谷カントリー倶楽部」、監修半沢正時、静岡 郷土出版社、1993年6月、2020年7月29日閲覧
- 『月刊ゴルフマネジメント』、4月20(175)  、「米軍接収下の程ヶ谷カントリー倶楽部」、井上勝純著、東京 一季出版、1999年4月、2020年7月29日閲覧
- 『月刊ゴルフマネジメント』、5月20(177) 、「戦後復興の程ヶ谷カントリー倶楽部」、井上勝純著、東京 一季出版、1999年5月、2020年7月29日閲覧
- 『ゴルフ場ガイド 東版』2006-2007、「程ヶ谷カントリー倶楽部（神奈川県）」、東京 ゴルフダイジェスト社、2006年5月、2020年7月29日閲覧
- 『月刊ゴルフマネジメント』、32 (通号 337)、「ゴルフ倶楽部を考える(300回・最終回)程ヶ谷カントリー倶楽部の移転」、井上勝純著、東京 一季出版、2011年4月、2020年7月29日閲覧
- 『美しい日本のゴルフコース BEAUTIFUL GOLF CULTURE IN JAPAN 日本のゴルフ110年記念 ゴルフは日本の新しい伝統文化である』、ゴルフダイジェスト社「美しい日本のゴルフコース」編纂委員会編、東京 ゴルフダイジェスト社、2013年12月、2020年7月29日閲覧